# Ersin Aydın
Ersin Aydın (* 25. Januar 1990 in Istanbul) ist ein türkischer Fußballtorhüter.

## Karriere
Aydın kam im Istanbuler Stadtteil Bakırköy auf die Welt. Mit dem Vereinsfußball begann er 2001 in der Jugend von Okyanusspor und wechselte 2006 in die Jugend von İstanbulspor. 2008 wurde er mit einem Profivertrag ausgestattet, spielte aber weiterhin zwei Jahre lang für die Jugend- bzw. Reservemannschaft Istanbulspors. Erst in der Winterpause 2009/10 wurde er als 3. Torhüter in den Profikader aufgenommen und debütierte am letzten Spieltag der Saison in der Partie gegen Sarıyer SK. Da sein Verein zum Saisonende den Klassenerhalt in der TFF 2. Lig verpasst hatte, spielte Aydın eine Spielzeit in der TFF 3. Lig für seinen Verein.
Zum Sommer 2011 wechselte er innerhalb der Liga zu Darıca Gençlerbirliği. Hier eroberte er in der Rückrunde der Saison 2011/12 den Stammtorhüterposten. Zum Ende der Viertligasaison 2012/13 erreichte er mit seinem Verein als Play-off-Finale und scheiterte hier an Gümüşhanespor.
Im Sommer 2015 wechselte er zum Zweitligisten Karşıyaka SK. Für die Rückrunde der Saison 2015/16 lieh ihn sein Verein an den Drittligisten Anadolu Selçukspor aus.